# قهوه‌ای خاکی
قهوه‌ای خاکی یک رنگدانه خاکی طبیعی قهوه‌ای یا قهوه‌ای مایل به قرمز است که حاوی اکسید آهن و اکسید منگنز است. قهوه‌ای خاکی تیره‌تر از سایر رنگدانه‌های زمینی مشابه مانند اخرایی و سینا (Sienna) است. 
در حالت طبیعی به آن قهوه‌ای خاکی خام می‌گویند. هنگامی که گرم می شود (کلسینه)، رنگ شدیدتر می‌شود و سپس به عنوان قهوه‌ای خاکی سوخته شناخته می‌شود.

## گونه‌گونی
- قهوه‌ای خاکی خام
- قهوه‌ای خاکی سوخته

قهوه‌ای خاکی سوخته با حرارت دادن قهوه‌ای خاکی خام به دست می‌آید که اکسیدهای آهن را از بین می‌برد و تا حدی آنها را به هماتیت مایل به قرمز تبدیل می‌کند. هم برای رنگ روغن و هم برای رنگ آب استفاده می‌شود. 